# هاندلي بيج هامبدن

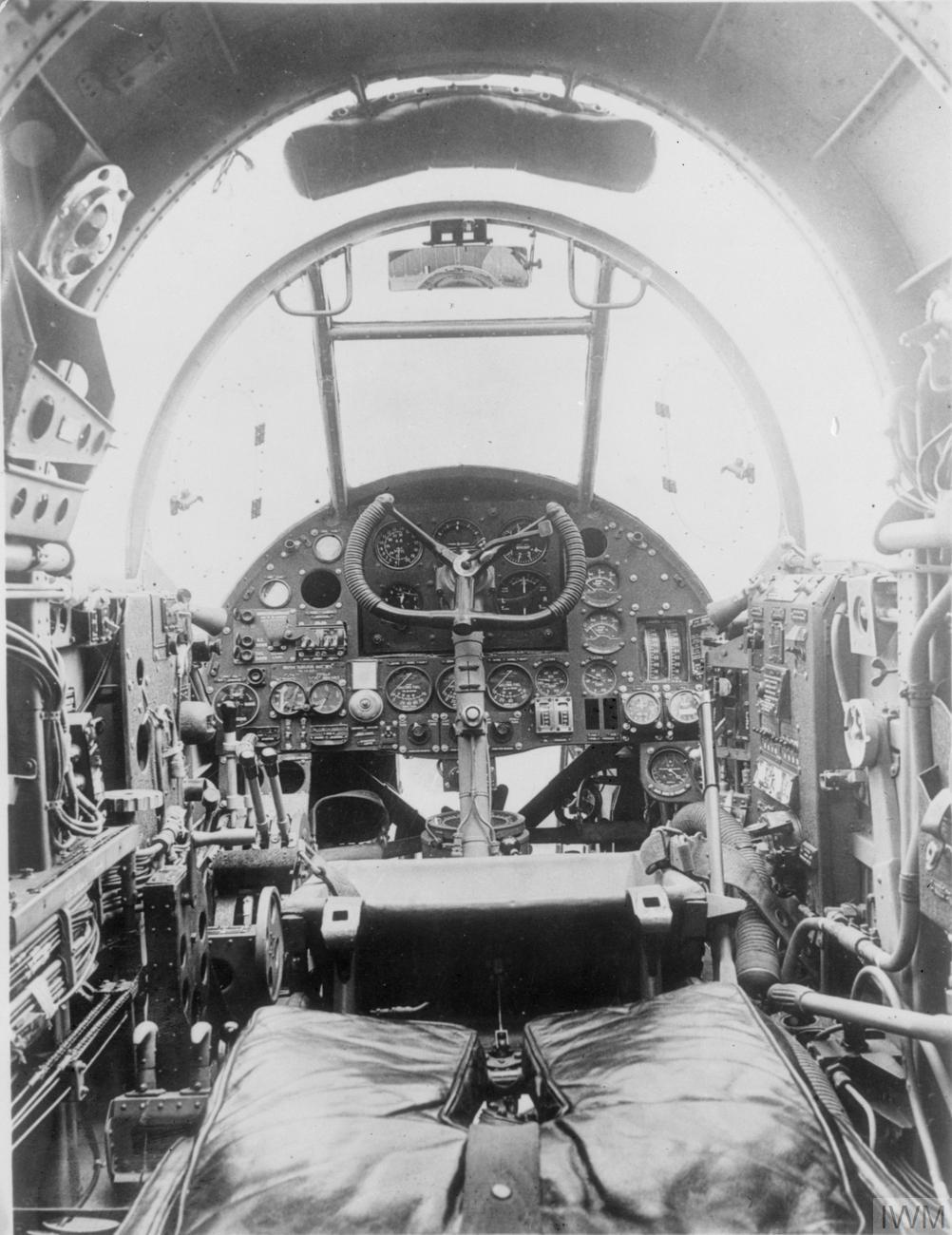
قمرة القيادة في هامبدن

هاندلي بيج هامبدن  (بالإنجليزية: Handley Page Hampden)‏ هي قاذفة قنابل متوسطة الحجم، أنتجت في 1936 ببريطانيا. من صناعة هاندلي بيج. كانت تستخدم بشكل أساسي من قبل سلاح الجو الملكي. كان أول طيران لها في 21 يونيو 1936. انتهت خدمتها في 1945. صنع منها 1,430 طائرة.

## المستخدمون
- سلاح الجو الملكي
- سلاح الجو الملكي الكندي
- القوات الجوية الملكية الأسترالية
- الطيران البحرية السوفيتية